# Ceira semperi
Ceira semperi är en fjärilsart som beskrevs av Alexander Schintlmeister 1993. Ceira semperi ingår i släktet Ceira och familjen tandspinnare. Inga underarter finns listade i Catalogue of Life.